# Хакамада, Сигэки
Сигэки Хакамада (яп. 袴田 茂樹 Хакамада Сигэки, род. 17 марта 1943, Фукуяма, Хиросима) — японский советолог, японский и российский политолог. Профессор токийского университета Аояма. Сопредседатель Научно-исследовательского совета по вопросам национальной безопасности (АНПОКЭН), генеральный директор Японской ассоциации по изучению России и Восточной Европы. Окончил Токийский университет и МГУ.
Брат Ирины Хакамады по отцу Муцуо Хакамада. Происходит из самурайского рода Огасавара.
Сестру «от русской мамы» и отца, оставшегося в России после второй мировой войны, он увидел лишь в 1967-м, когда приехал поступать в аспирантуру МГУ.